# 歴代誌
『歴代誌』（れきだいし, ヘブライ語: דברי הימים Dibhrēy hayYāmīm ディブレー・ハイ＝ヤーミーム、英: Books of Chronicles）は旧約聖書におさめられたユダヤの歴史書。歴代誌という書名は聖書の日本語訳者によって様々に表記され、歴代志、歴代史、歴代の書、歴代誌略などとも表記される。2巻に分かれており、ダビデの死までが書かれた巻は上や第一、第一巻などと呼ばれ、バビロン捕囚までが書かれた巻は下や第二、第二巻などと呼ばれる。『サムエル記』『列王記』と一部の内容が重複している。ユダヤ教では「預言書」でなく「諸書」の1つになっている。
キリスト教では歴史書として『列王記』と同列に扱われ、その後におさめられている。『歴代誌』（ラテン語：Chronica）という題名はヒエロニムスが初めて使用したものである。ギリシア語聖書では『パレレイポメナ』（省略されたもの）というタイトルがついていて、『列王記』などの歴史書の補足という意味合いをもたされている。
この書物の原作者は、伝統的にエズラであると伝えられている。文体や記述法が似通っているため、批評学的には『エズラ記』『ネヘミヤ記』と同じ著者グループによってかかれたものではないかと考えられている。

## 内容
内容としては『サムエル記』、『列王記』をもとにしながらも、独自の資料も用いてイスラエルの歴史を再構成している。特徴としては神殿についての記述や職制の人名リストが多いこと、北イスラエル王国の歴史を完全に無視していることなどがあげられる。
- イスラエルの諸部族の系図（上1章～9章）
  - 1章 アダムからアブラハムにいたる系図、エドムの王
  - 2章 ヤコブの子らの子孫
  - 3章 ダビデの子孫
  - 4章 ユダの子孫
  - 5章 ルベンとガド、マナセとレビの子孫
  - 6章 レビの一族と居住地
  - 7章 イサカル、ベニヤミン、ナフタリ、マナセ、エフライム、アシェルの子孫
  - 8章 ベニヤミンの子孫
  - 9章 バビロン捕囚後のエルサレムに住んだ人々
- ダビデの治世（上10章～29章）
  - 10章 サウルの死
  - 11章 ダビデ王の即位
  - 12章 ダビデの家臣たち
  - 13章 ダビデと神の箱
  - 14章 ダビデ王の勢力
  - 15章 神の箱の移動
  - 16章 神の箱の前での儀式
  - 17章 ナタンの予言とダビデの祈り
  - 18章 ダビデの戦果
  - 19章・20章 アンモン人、アラム人とのたたかい
  - 21章 ダビデの人口調査
  - 22章 神殿造営
  - 23章 レビ人のつとめ
  - 24章 祭司の組織
  - 25章 詠唱者のリスト
  - 26章 門衛のリスト
  - 27章 軍隊の組織、財産の管理者
  - 28章 ダビデの神殿建築
  - 29章 ダビデの祈りとソロモン王の即位
- ソロモン王の治世（下1章～9章）
  - 1章 ソロモンの知恵
  - 2章～7章 神殿の建築
  - 8章 ソロモンの事業
  - 9章 シェバの女王とソロモンの富
- 王国の分裂（下10章）
- 捕囚にいたる南ユダ王国の歴史（下11章～36章）
  - 11章 ユダの王レハブアム
  - 12章 エジプト王の攻撃
  - 13章 ユダの王アビヤ
  - 14章～16章 ユダの王アサ
  - 17章 ユダの王ヨシャファト
  - 18章 預言者ミカヤとアハブ王
  - 19章～20章 ヨシャファトの事跡
  - 21章 ユダの王ヨラム
  - 22章～23章 ユダの王アハズヤと母アタルヤ、祭司ヨヤダ
  - 24章 ユダの王ヨアシュ
  - 25章 ユダの王アマツヤ
  - 26章 ユダの王ウジヤ
  - 27章 ユダの王ヨタム
  - 28章 ユダの王アハズ
  - 29章 ユダの王ヒゼキヤ
  - 30章 過越祭
  - 31章 ヒゼキヤ王の改革
  - 32章 センナケリブの攻撃
  - 33章 ユダの王マナセ
  - 34章～35章 ユダの王ヨシヤ
  - 36章 ユダの王ヨアハズ、ヨヤキム、ヨヤキン、ゼデキヤとバビロン捕囚